# Leiothrix
Leiothrix – rodzaj ptaków z rodziny pekińczyków (Leiotrichidae).

## Zasięg występowania
Rodzaj obejmuje gatunki występujące w orientalnej Azji.

## Morfologia
Długość ciała 14–17 cm; masa ciała 18–29 g.

## Systematyka

### Etymologia
- Leiothrix: gr. λειος leios „gładki, błyszczący”; θριξ thrix, τριχος trikhos „włos”[7].
- Mesia: nepalska nazwa Misiya dla pekińczyka srebrnouchego[8]. Gatunek typowy: Mesia argentauris Hodgson, 1837.
- Philacalyx: gr. φιλος philos „miłośnik”; καλυξ kalux, καλυκος kalukos „kielich kwiatowy, pączek, pąk”[9]. Nowa, klasyczna nazwa dla Mesia.

### Podział systematyczny
Do rodzaju należą następujące gatunki:
- Leiothrix argentauris (Hodgson, 1837) – pekińczyk srebrnouchy
- Leiothrix lutea (Scopoli, 1786) – pekińczyk czerwonodzioby